# Kurri-kurri
Kurri-Kurri est le nom basque d'un Mairu (géant) dans la mythologie basque. 
Il s'agit ici du nom d'un Mairu ou d'un Jentil de la région d'Elduain. On dit qu'un muletier avait une domestique mairu. Un jour, un mairu vint à la maison et lui dit : « Muletier, dis à ta domestique que Kurri-Kurri est mort ». Le mairu sortit et disparut dans les airs.

## Note
Il n'existe pas de genre (masculin, féminin) dans la langue basque et toutes les lettres se prononcent. Il n'y a donc pas d'association comme pour le français où qu se prononce k.